# Schurken in Power Rangers: Lightspeed Rescue
De fictieve schurken uit Power Rangers: Lightspeed Rescue waren demonen onder leiding van Koningin Bansheera. Daarmee waren ze de eerste vijanden in een Power Rangers serie die van de Aarde zelf kwamen en niet uit de ruimte.
5000 jaar voor aanvang van de serie werden de demonen opgesloten in een tombe door een tovenaar. In het heden worden ze per ongeluk vrijgelaten door nomaden. Ze willen nu hun voormalige paleis terug, maar op de plek waar dit stond staat nu de stad Mariner Bay. Vandaar dat Mariner Bay hun voornaamste doelwit is.

## Koningin Bansheera
Koningin Bansheera is de leider van de demonen. Ze was in het begin van de serie nog niet bij Diabolico en zijn bende, maar keerde later pas terug als een energiewezen. Haar fysieke vorm werd hersteld via een ceremonie geleid door Prins Olympius, maar door toedoen van de Rangers lukte dit maar half. Pas tegen het einde van de serie kreeg ze haar volledige gedaante terug door Vypra te absorberen.
Bansheera’s echte plan was om de poort naar de Schaduwwereld te openen via een sarcofaag en alle demonen daar vrij te laten. Haar plan werd op het laatste moment verijdeld door de Rangers, die haar samen met de geest van Diabolico op wisten te sluiten in de Schaduwwereld.
Bansheera’s stem werd gedaan door Diane Salinger.

## Olympius
Olympius was de zoon van Queen Bansheera. Bij aanvang van de serie was hij nog een baby genaamd Impus. Desondanks was hij al Diabolico’s grootste bedreiging daar Bansheera dreigde zijn kracht door te geven aan hem. Toen Diabolico werd verslagen gingen zijn krachten over op Impus, die hierdoor veranderde in Olympius. Hij nam Diabolico’s plaats in als de Rangers primaire tegenstander.
Hij wist al bij zijn eerste aanval vier rangers te vangen en de Aquabasis binnen te dringen. Carter had hem echter door en maakte gebruik van het feit dat de demonen niet tegen water kunnen om hem te verslaan.
Olympius’ slaagde er eenmaal in daadwerkelijk vier van de Rangers te doden. Maar Carter reisde terug in de tijd om deze gebeurtenis te veranderen.
Olympius slaagde erin Bansheera’s lichaam gedeeltelijk te hersellen. Maar in plaats van hem te behandelen als haar zoon behandelde ze hem als de zoveelste pion in haar plannen. Door zijn nederlagen verloor hij al snel zijn reputatie bij haar. De terugkeer van Diabolico maakte het er voor hem ook niet makkelijke op. Uiteindelijk riep Olympius de hulp in van de Gatekeeper, die de poort tot de Schaduwwereld bewaakte, om samen met hem de Rangers op te sluiten in de Schaduwwereld. Dit plan werkte echter averechts. De Rangers wisten te ontsnappen, en door Diabolico’s toedoen werd Olympius zelf opgesloten. Op Jinxers advies absorbeerde hij enkele van de geesten van verslagen monsters die rondzwierven in de Schaduwwereld. Zo veranderde hij in een sterkere vorm, waarin hij kon ontsnappen en de Rangers bevechten. De Rangers wisten hem echter alsnog te verslaan.
Olympius dook hierna een tijdje onder om te herstellen terwijl iedereen (behalve Jinxer) dacht dat hij dood was. Hij versloeg Diabolico, die inmiddels Koningin Bansheera verraden had, en liet hem door zijn moeder veranderen in een hersenloze slaaf. De twee bevochten de Rangers en werden bij dit gevecht door Bansheera veranderd in superdemonen. In deze gedaante werd Olympius voorgoed verslagen door de Lifefoce Megazord
Olympius was verantwoordelijk voor de creatie van verschillende monsters, de meeste gebaseerd op vuur of reptielen. In gevechten gebruikte hij ook een aantal maal de rangers’ eigen wapens tegen hen. In zijn superdemonen vorm wist hij samen met Diabolico bijna alle megazords van de Rangers te vernietigen.
Impus’ stem werd gedaan door Brianne Siddall en Olympius’ stem door Michael Forest.

## Diabolico
Diabolico was de primaire vijand in het eerste deel van de serie. Hij bezat een speciale kracht genaamd de Star Power. Voor de komst van Koningin Bansheera was hij de leider van de Demonen.
Jaren voor aanvang van de serie kwam Diabolico al eens in contact met de leider van Lightspeed, Kapitein Bill Mitchell. Mitchell en kinderen, Dana en Ryan, raakten betrokken bij een auto-ongeluk. Toen Ryan in het ravijn dreigde te vallen, bood Diabolico aan hem te redden, maar in ruil daarvoor hem te mogen houden. Bill Mitchell moest noodgedwongen akkoord gaan en zo voedde Diabolico Ryan op. Uiteindelijk maakte hij Ryan tot de Titanium Ranger en zette hem op tegen de andere Rangers.
Toen Diabolico dreigde zijn Star Power af te moeten staan aan Impus probeerde hij hem te doden, maar kreeg hier de kans niet voor. Uiteindelijk werd Diabolico vernietigd door de Lightspeed Solarzord, waarna Impus alsnog Diabolico’s kracht kreeg.
Diabolico werd later weer tot leven gebracht (vermoedelijk uit de schaduwwereld) door Vypra en Loki, die bijna zelf vernietigd waren door Olympius. Hij keerde meteen terug naar de Koningin en probeerde zich weer te bewijzen om zo zijn Star Power terug te krijgen. Hij was er verantwoordelijk voor dat Olympius werd opgesloten in de Schaduwwereld.
Diabolico verraadde Banshera uiteindelijk toen hij ontdekte dat ze niks gaf om haar helpers. Zo dwong ze Diabolico om Loki te doden. Hij werd echter gevangen door Olympius en door Bansheera in een hersenloze slaaf veranderd. De twee vielen daarna de Rangers aan en veranderden ook in Super Demonen. In deze gedaante werd Diabolico voorgoed vernietigd door de Lifeforce Megazord.
Hij verscheen echter nog eenmaal aan het einde van de aflevering The Fate of Lightspeed, waarin hij als geest Koningin Bansheera de Schaduwwereld in trok.
Diabolico was verantwoordelijk voor de creatie van enkele van de Rangers’ sterkste tegenstanders zoals de gevallen engel monsters (Demonite, Thunderon and Falkar) en de Titanium Ranger. Hij was ook toen hij nog opgesloten zat in de tombe wel in staat als geest de tombe te verlaten. Hij kon het weer beïnvloeden en zo storm oproepen.
Diabolico’s stem werd gedaan door Neil Kaplan.

## Vypra
Vypra is een van de enige twee vrouwelijke demonen uit de serie. Ze is tevens de meest mensachtige en gebruikt veel demonenmagie. In het begin was ze een soort moederfiguur voor Impus, maar nadat hij Olympius werd zag ze hem enkel nog als inferieure leider. Ze noemde zichzelf vaak de Prinses der demonen.
Ze leidde verschillende aanvallen tegen de Rangers, waaronder met haar eigen strijdwagen genaamd de Vyprari.
Nadat Olympius er ook niet in slaagde de Rangers te verslaan dacht Bansheera erover na om Vypra en Loki zijn Star Power te geven. Hij probeerde dit te voorkomen door een aanslag op de twee te plegen. Ze overleefden dit echter en brachten Diabolico weer tot leven.
Vypra stierf uiteindelijk toen Koningin Bansheera haar absorbeerde om haar lichaam geheel te herstellen.
In de Lightspeed Rescue/Time Force team-up aflevering “Time for Lightspeed” keerde Vypra echter op mysterieuze wijze weer terug. In het begin van de aflevering kroop ze uit een graf (hoe ze daar beland is, is niet bekend daar ze niet werd begraven maar geabsorbeerd). Samen met enkele ondode soldaten werkte ze samen met de mutant Ransik om het Zonne Amulet te stelen en hiermee de superdemon Quarganon op te roepen. Ze werd voorgoed vernietigd door de gecombineerde krachten van de Lightspeed en Time Force rangers.
Vypra werd gespeeld door Jennifer L. Yen (afleveringen 1; 4-37) en Wen Yann Shih (afleveringen 2-3).

## Loki
Loki is een loyale krijger en vriend van Diabolico en Vypra. Hij diende als de dommekracht van de demonen, en werd door Bansheera beschouwd als een verwaarloosbare pion. Toen Diabolico stierf zag hij net als Vypra niets in Olympius als leider.
Net als Vypra werd Loki het doelwit van een aanslag door Olympius toen hij dreigde zijn Star Power af te moeten staan aan hen. De twee overleefden dit en brachten Diabolico weer tot leven om hen te helpen.
In een plan om de Rangers te vernietigen nam Bansheera telepathisch de macht over Diabolico’s lichaam, en dwong hem met Loki’s wapen op de Rangers te schieten. Dit met het risico ook Loki te raken. De Rangers konden op tijd wegkomen maar Loki werd dodelijk getroffen en stierf in Diabolico’s armen. Dit maakte dat Diabolico Bansheera verraadde.
Loki creëerde gedurende de serie een aantal monsters. De meeste waren gebaseerd op het element aarde.
Loki’s stem werd gedaan door David Lodge.

## Jinxer
Jinxer was de magiër en monstermaker van de demonen. Hij kon monsters oproepen via de kaarten die de andere demonen maakten, en beschikte zelf ook over een groot aantal magische kaarten voor meerdere effecten. Daarnaast was hij bedreven in magie en hypnose.
Jinxer was zeer loyaal aan Olympius, en hielp hem zelfs uit de Schaduwwereld te ontsnappen. Hij hypnotiseerde ook Bill Mitchell zodat deze de energie van de Lightspeed Aquabasis aan Olympius zou geven. Toen Olympius werd verslagen door de Rangers en moest onderduiken, was Jinxer de enige die wist dat hij nog leefde.
Na de dood van Olympius en Diabolico plaatste Jinxer een monsterkaart in het been van de Lifeforce Megazord, zodat de Rangers zonder het te weten een groep Batlings hun basis binnen smokkelden. Jinxer en een leger Batlings kaapten daarna de Omega Megazord en gebruikten deze om een cirkel van stenen in Mariner Bay te plaatsen voor de ceremonie waarbij Koningin Bansheera de poort naar de Schaduwwereld zou openen. Carter en Ryan vernietigden de Omega Megazord echter door hem op te blazen met de Mobile Armor Vehicle. Jinxer zat nog in de cockpit toen de Megazord ontplofte, en vermoed wordt dat hij hierbij is omgekomen.
Jinxer’s stem werd gedaan door Kim Strauss.

## Triskull
Triskull was een demon die aan de kant stond van Trakeena, de hoofdvijand uit Power Rangers: Lost Galaxy. Hij voorzag haar van nieuwe soldaten: de Ghouls. Tevens hielp hij haar energie te verzamelen om weer te veranderen in haar insectvorm. Hij werd uiteindelijk vernietigd door de Rode Galaxy en Lightspeed Rangers. Zijn stem werd gedaan door Michael Sorich.

## The Troika monsters
De Troika Demons zijn de drie gevallen Engelen monsters opgeroepen door Diabolico vanuit zijn laatste monsterkaarten.
- Demonite: een demonische ridder/engel krijger en de leider van de drie. Hij vocht met een zwaarthandschoen en kon lasers afvuren uit zijn ogen.
- Falkar: een elf/valk krijger. Hij vocht met een staf waarmee hij een aanval kon doen gelijk aan die van Xena: Warrior Princess. Falkar kon ook blauwe energie afvuren uit zijn helm.
- Thunderon: een groot groen beest die doet denken aan de Incredible Hulk. Hij had geen wapens maar gebruikte brute kracht.

Diabolico riep hen het eerst op om explosieve veren over de stad te verspreiden. De Rangers wisten deze op tijd onschadelijk te maken. De drie beschouwden het vechten met de Rangers als een spel en konden de hoofdvijf gemakkelijk aan. Alleen Ryan, de titanium ranger, was een uitdaging voor ze. Dit werd echter minder toen Diabolico hem een cobratatoeage gaf die hem zou vernietigen als hij te lang de Titanium ranger bleef. De drie werden uiteindelijk vernietigd toen Ryan op gevaar van eigen leven de Max Solarzord gebruikte om ze te verslaan.
Diabolico bracht ze echter weer tot leven en fuseerde ze tot een monster genaamd Troika. De Rangers wisten deze uiteindelijk te verslaan met behulp van de nieuwe Battle Boosters.
Demonite’s stem werd gedaan door David Stenstrom, Thunderon door Alonzo Bodden en zowel Falkar als Troika door Ezra Weisz.

## Monsters
| - Ghouligan - Magmavore - Quakemon - Whirlin - Fireor - Gold Beaked Monster - Elestomp - Strikning - Smogger - Trifire - Liztwin |  | - Demonite Clone - Cobra Monster - Thunderclaw - Shockatron - Spellbinder - Moleman - Cyclopter - Mantevil - Vilevine - Freezard - Infinitor |  | - Monster Egg - Bird Bane - Memorase - Gatekeeper of the Shadow World - Shadow World Monsters - Mermatron - Furnace Monster - Aquafiend - Arachnor - Treevil - Abominus |

## Overig
- Batlings: vleermuisdemonen die dienstdoen als de soldaten van Koningin Bansheera. Gebaseerd op de Imps in Kyuukyuu Sentai GoGo-V.

- Ghouls: Magere Heinachtige monsters die dienstdoen als de nieuwe soldaten van Trakeena. Gebaseerd op de Grim Reapers uit Kyuukyuu Sentai GoGo-V vs. Gingaman.